# Lerdelimumab
Lerdelimumab (CAT-152, tên thương mại dự định Trabio) là một kháng thể đơn dòng của người và là thuốc ức chế miễn dịch nhắm mục tiêu TGF beta 2.
Nó đã được phát triển để giảm sẹo sau phẫu thuật dẫn lưu glaucoma. Sự phát triển đã bị dừng lại vào cuối năm 2005 sau khi kết quả thử nghiệm không thành công cho tình trạng đó.